# Allium brulloi
{{#ifeq:0|0|{{#if:|{{#if:Alliumbrulloi|[[]}}|}}}}
Allium brulloi — вид рослин з родини амарилісових (Amaryllidaceae); ендемік Греції.

## Опис
Цибулини скупчені, яйцюваті, 1.2–1.8 × 0.8–1.2 см; зовнішні оболонки темно-фіолетові, внутрішні — півпрозорі. Стеблина поодинока, жорстка, гладка, 10–25 см, діаметром ≈ 1 мм, вкрита листовими піхвами на 1/2 довжини. Листків 3–4, ниткоподібні, плоскі, зелені, гладкі, завдовжки 10–15 см і 1.5–2 мм завширшки. Суцвіття розлоге, 10–30-квіткове. Листочки оцвітини довгасто-еліптичні, 5 × 1.5 мм. Коробочка 4–4.2 × 3.5–3.6 мм. Насіння чорне. 2n=16.
Цвіте в червні.

## Поширення
Ендемік Греції — острів Астипалея (Південно-Східні Егейські острови). Зростає на вапняних скелях.